# Kountsevskaïa (métro de Moscou, lignes Arbatsko-Pokrovskaïa et Filiovskaïa)
Kountsevskaïa (en russe : Ку́нцевская et en anglais : Kuntsevskaya) est une station des lignes Arbatsko-Pokrovskaïa (ligne 3 bleue) et Filiovskaïa (ligne 4 bleu clair) du métro de Moscou. Elle est située sur le territoire du raïon Kountsevo dans le district administratif ouest de Moscou.
Elle est mise en service en 1965 puis transformée et reconstruite en 2008 pour être adaptée à une modification des lignes du réseau.
La station est ouverte tous les jours aux heures de circulation du métro. Elle est desservie par des autobus.

## Situation sur le réseau
Établie en surface, la station Kountsevskaïa est située au point 122+40 de la ligne Arbatsko-Pokrovskaïa (ligne 3 bleue), entre les stations Slavianski boulvar (en direction de Chtchiolkovskaïa), et Molodiojnaïa (en direction de Piatnitskoïe chosse).
Elle est également un terminus de la ligne Filiovskaïa (ligne 4 bleu clair), suivie par la station Pionerskaïa (en direction de Aleksandrovski sad).

Le complexe ferroviaire
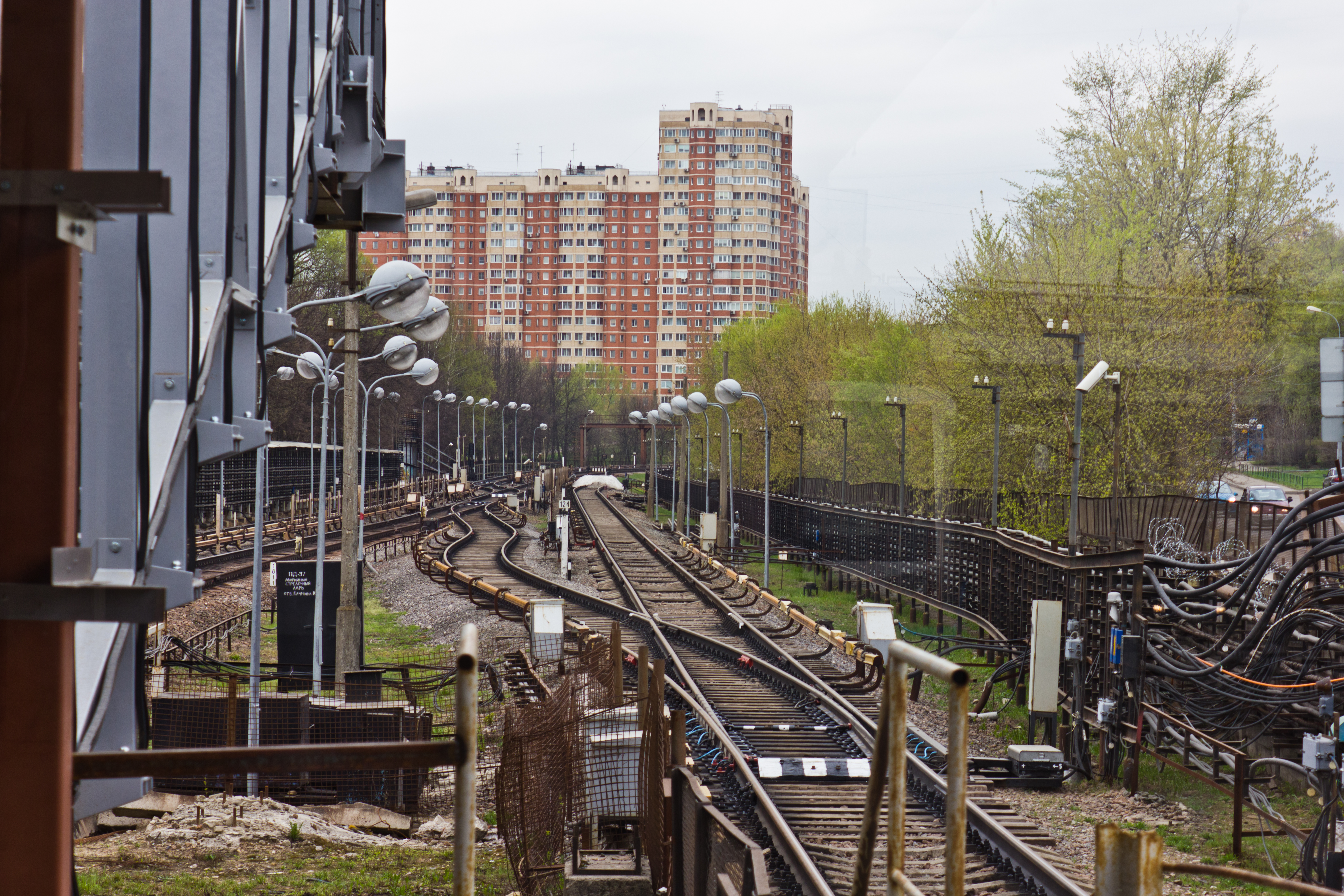
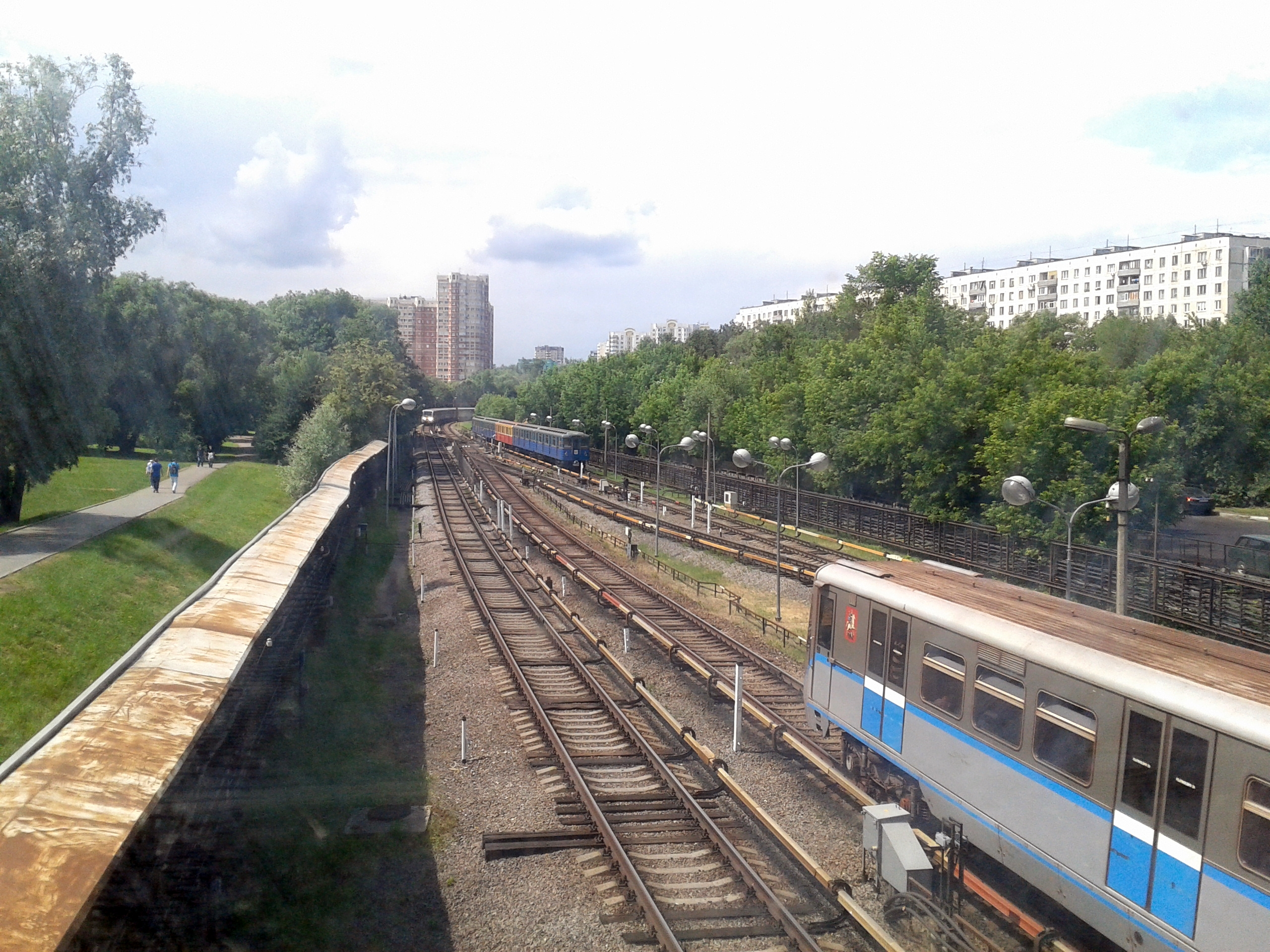
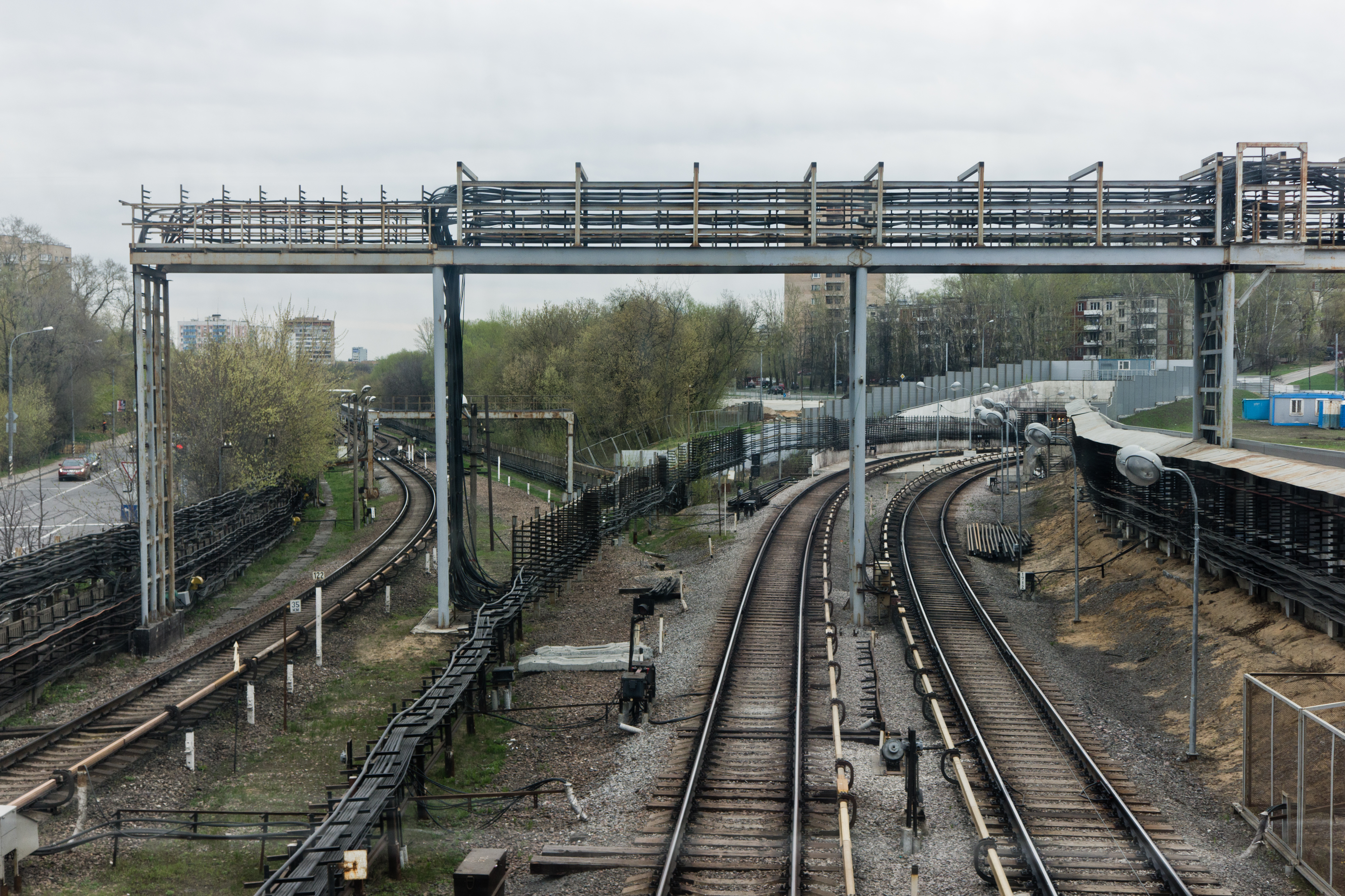

## Histoire
Terminée en mai 1965, la station est mise en service le 31 août suivant. Conçue par l'architecte Rimidalv Pogrebnoï, c'est une station en surface d'un modèle standard avec un quai central et des piliers recouverts de marbre blanc
La station modifiée, pour recevoir une deuxième ligne, est ouverte le 7 septembre 2008, lors de l'ouverture à l'exploitation de la section venant de Park Pobedy. Elle dispose alors de trois voies avec un quai central et un latéral.

## Services aux voyageurs

### Accès et accueil
La station dispose d'un guichet et d'automates. Il y a quatre entrées située en hauteur, par deux, de chaque côté du pont routier qui surplombe la station en son centre,. 
Deux passerelles, situées à chaque extrémité de la station, permettent le passage d'un quai à l'autre.

Les entrées sur le pont routier
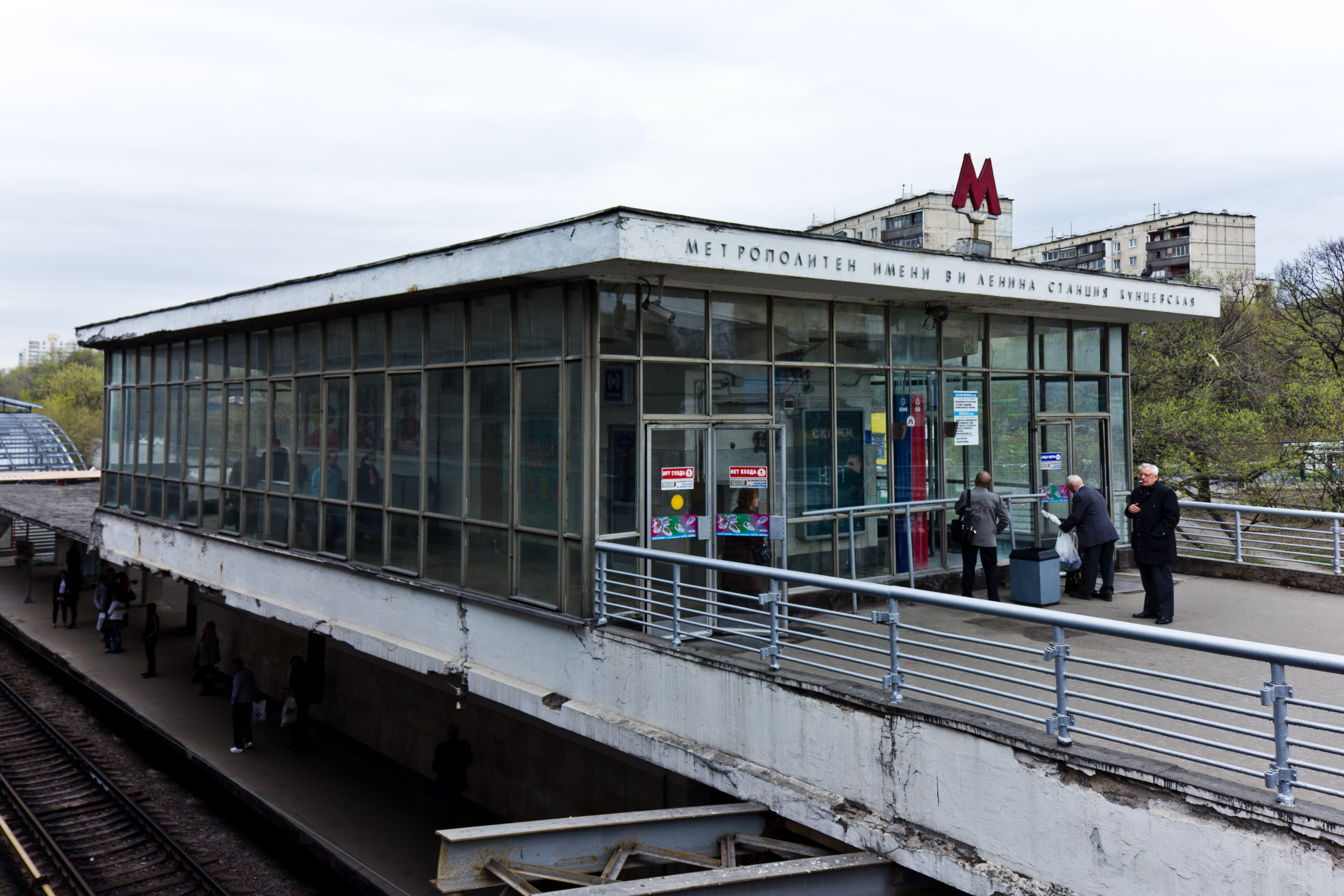
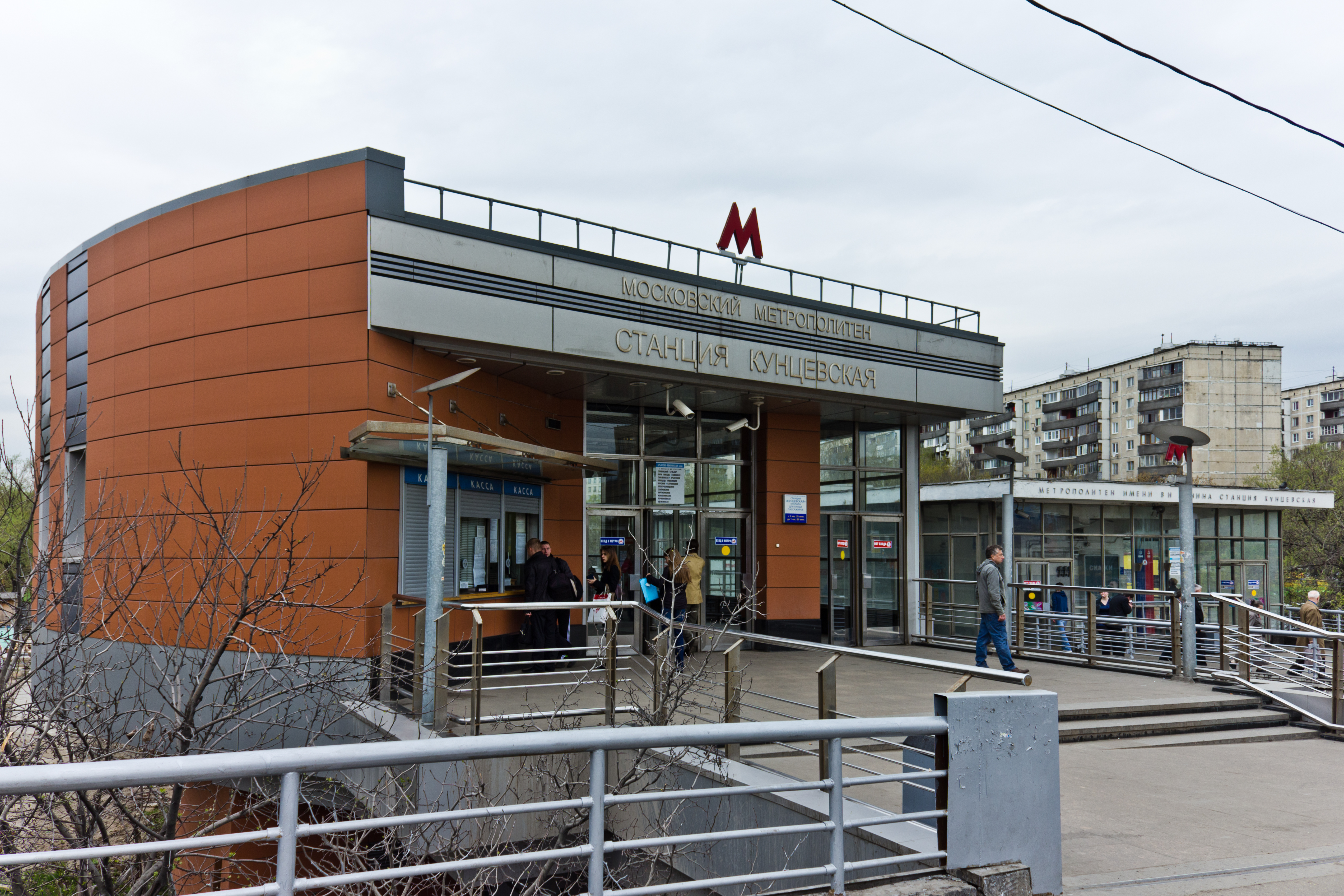
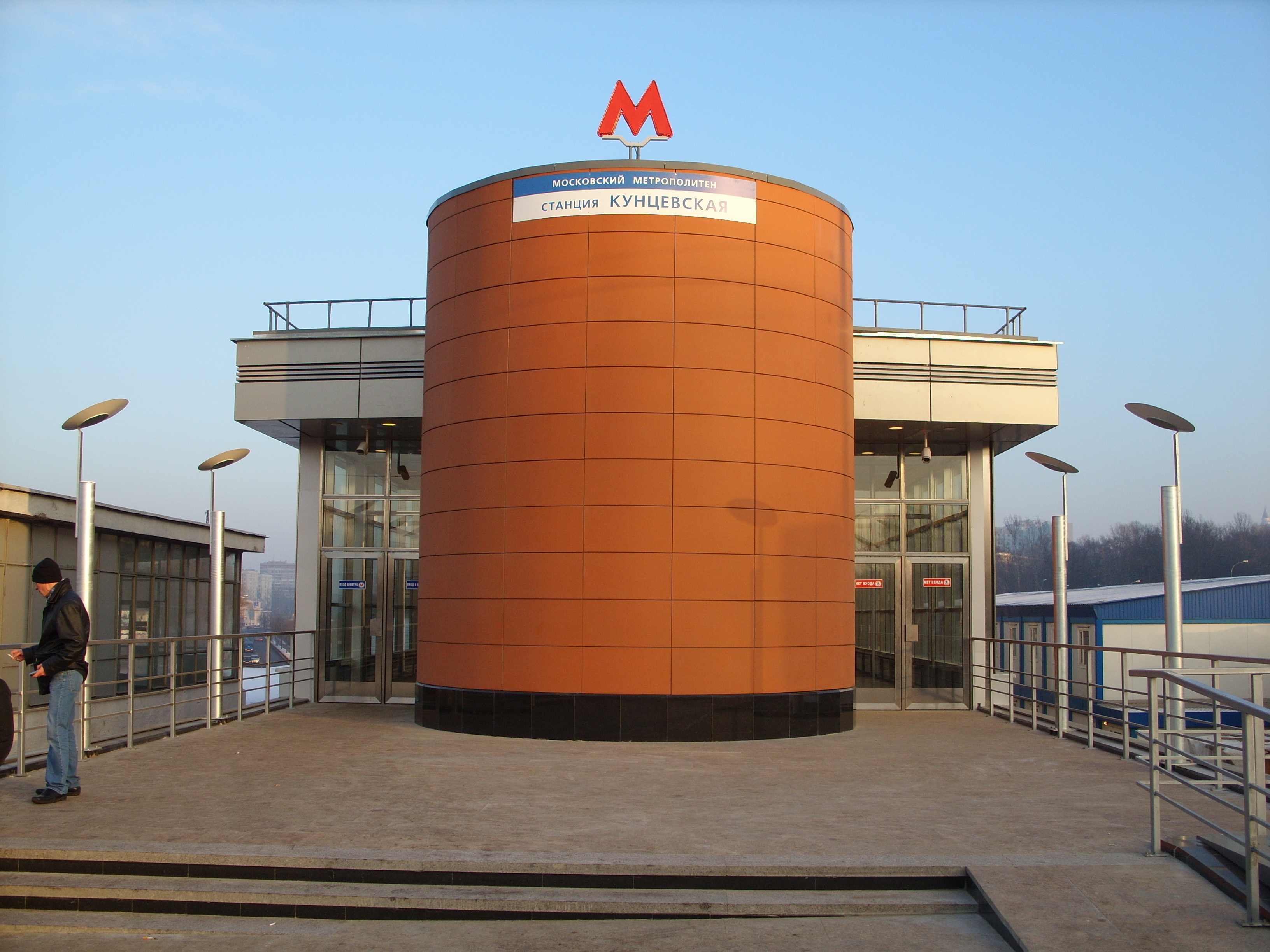

### Desserte
Le quai central de la station est desservi par les deux lignes et le quai latéral uniquement par la ligne 3. Elle est ouverte chaque jour entre 5 h 35 et 1 h 0 (environ).

Quais et desserte
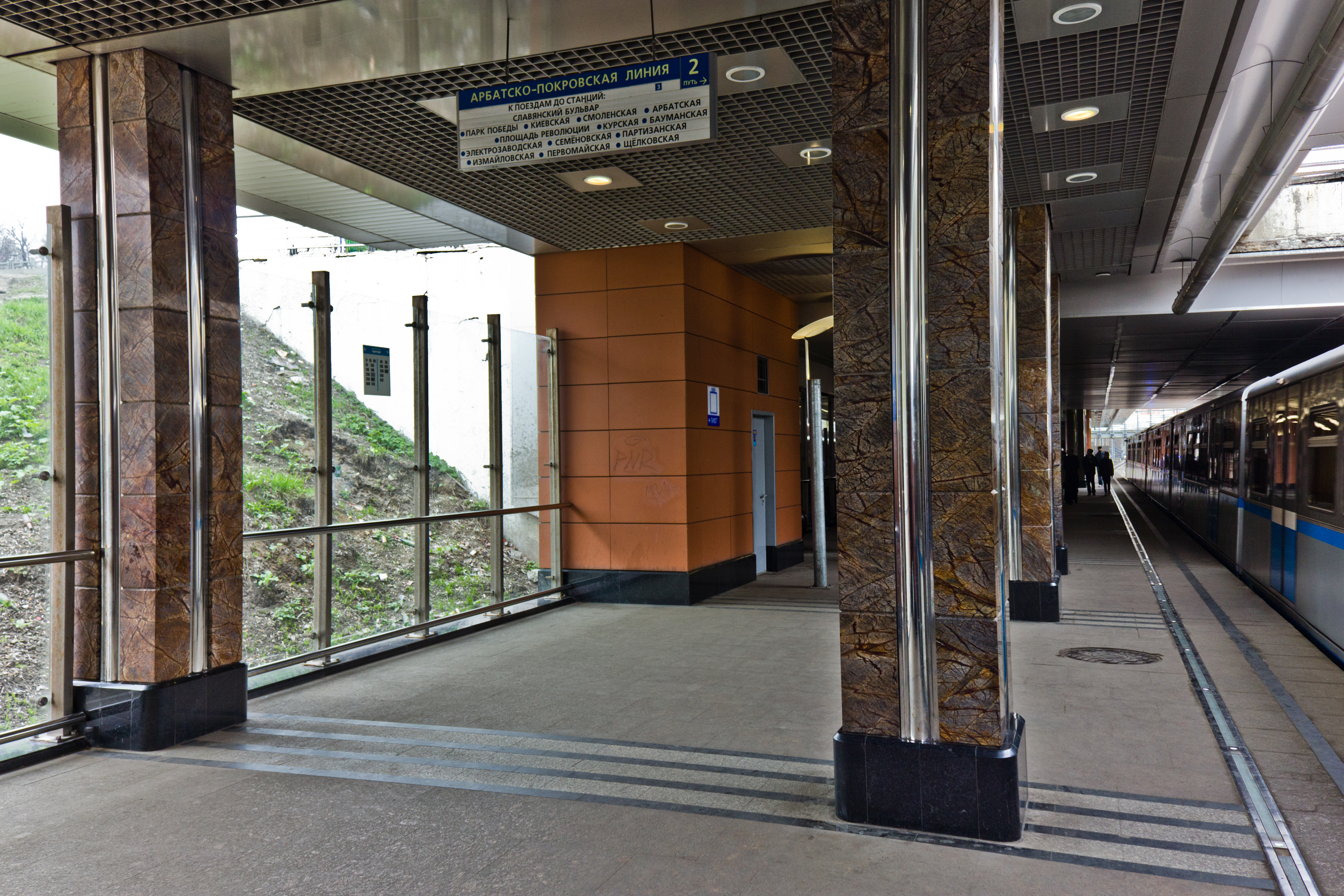
Quai latéral
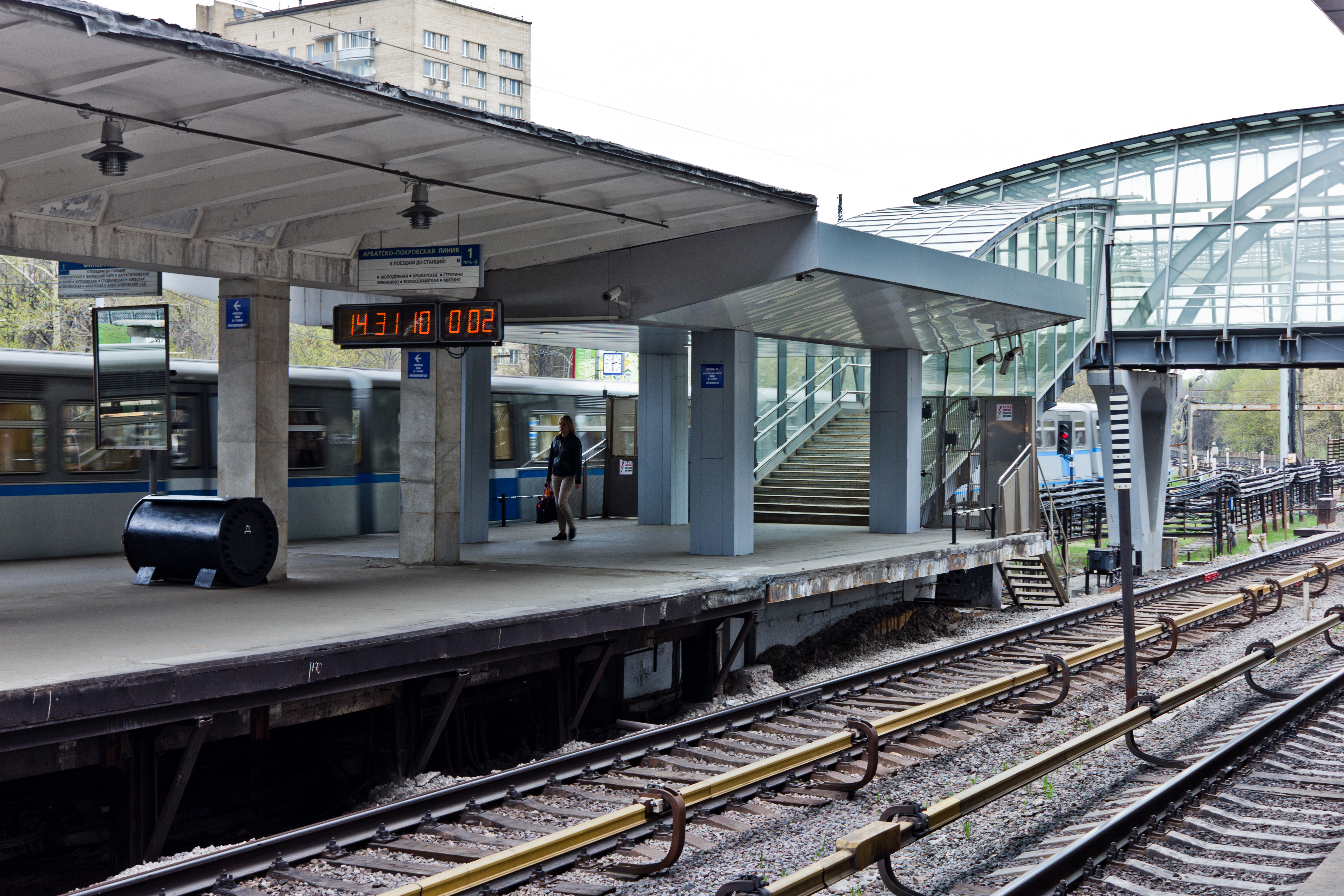
Quai central et passerelle.
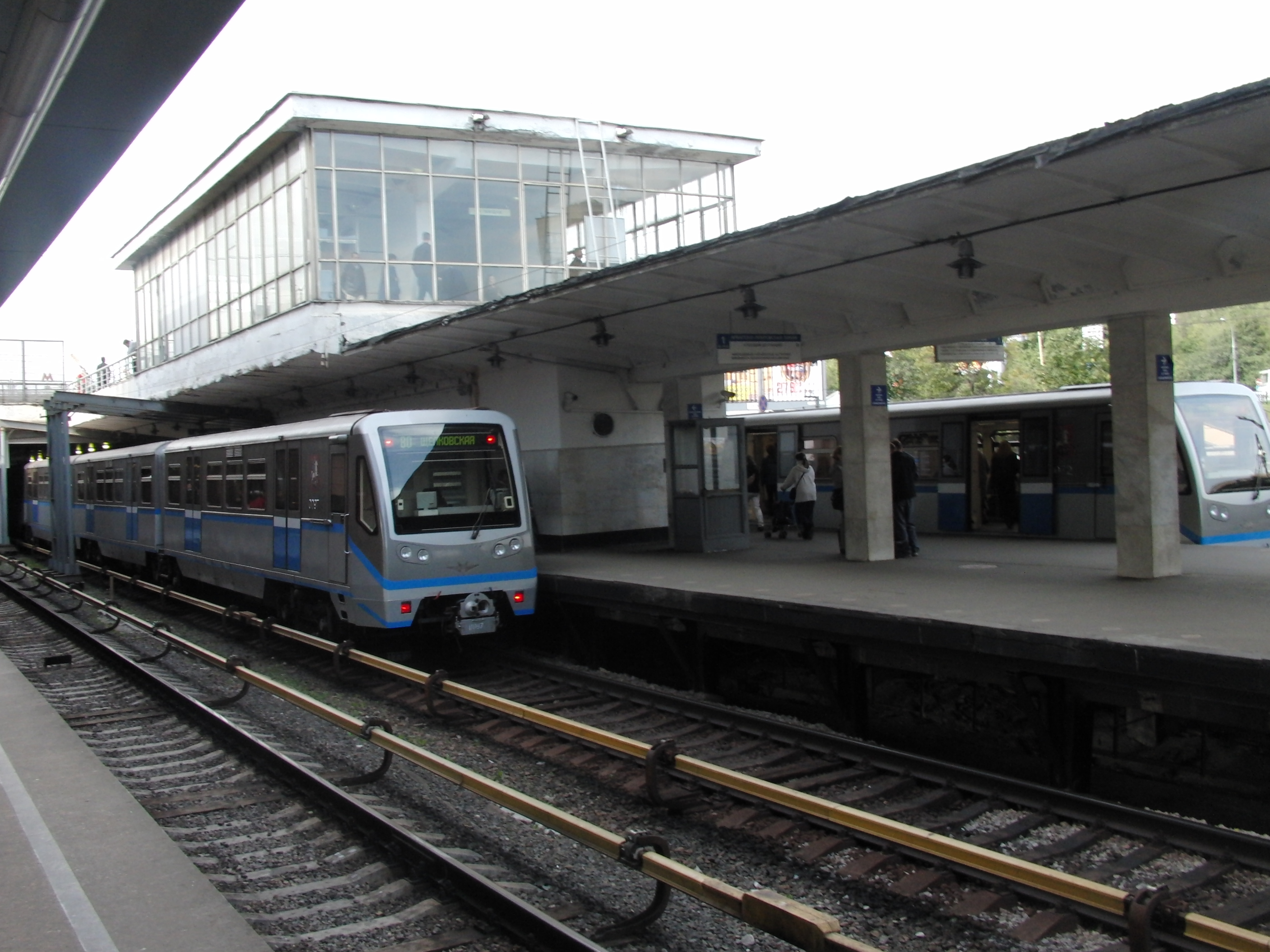
Quai central.

### Intermodalité
Des arrêts d'autobus sont situés sur les voies routières à proximité. Ils sont desservis par des bus des lignes : 11, 16, 45, 58, 73, 91, 135, 178, 190, 236, 240, 255, 610, 612, 688, 733 et 867.